# Aksaray Malaklisi
O Aksaray Malaklısı, também conhecido como mastim turco ou mastim da Anatólia, é uma grande raça molossóide de cães guardiões de rebanhos. A raça provém da Anatólia central, mais concretamente da província de Aksaray, Turquia. O Aksaray Malaklısı é o maior cão turco, superando o Kangal em tamanho.

## História
As origens do mastim da Anatólia não são claras. O malaklisi será certamenta o resultado do cruzamento moderno entre o mastim e o pastor-da-Anatólia por molde a obter um melhor cão de combate. Com efeito, o pastor-da-Anatólia não é a melhor raça de combate, porquanto cessa de lutar assim que repare em quaisquer sinais de submissão do adversário, ao contrário de outras raças mais implacáveis, como o Staffordshire Terrier americano.
Para certos autores, sem embargo, trata-se de um molosso de guerra, originário já dos tempos da antiguidade mesopotâmica, respaldando-se em relevos assírios, alusívos cães de guerra, encontrados na antiga cidade de Nínive, como fundamento. Em todo o caso, segundo Orhan Yilmaz e Gökhan Aslım, especialistas em pastores-da-Anatólia e em mastins turcos, a primeira destas teses será a mais verosímil. Isto porque, a aceitar-se o postulado da segunda tese, o mastim turco teria necessariamente de já ser conhecido há séculos, coisa que, de acordo com a Federação canina Turca (KIF) e a Federação cinológica Internacional, não corresponde há verdade.
O mastim da Anatólia ter-se-á criado na província de Aksaray, uma região da Anatólia central que abarca localidades como a Cónia e Niğde. Daí que esta raça também dê pelo nome de Malaklisi de Aksaray. Pelo que o seu nome, além de alusivo a essa região da Anatólia, ainda comporta o étimo turco «malak», que significa «búfalo», sob a forma do termo derivado «Malaklısı», que significa «como búfalo», sendo que, por seu turno, esta expressão também pode assumir o significado de  "com lábios de búfalo; beiçudo", por remissão aos notáveis lábios negros pendentes desta raça de cão, que lembram os de um búfalo. 